# Формула-1 — Гран-прі Сан-Марино 1994
Гран-прі Сан-Мари́но 1994, офіційно: 14° Gran Premio di San Marino — перегони чемпіонату світу «Формули-1», які пройшли 1 травня 1994 року на автодромі Енцо і Діно Феррарі в Імолі, Італія. Події гонки стали важливим поворотним моментом, особливо з погляду безпеки, як у сезоні 1994 року, так і в подальшому розвитку «Формули-1».
Гран-прі був затьмарений загибеллю двох автогонщиків: австрійця Роланда Ратценбергера і триразового чемпіона світу Айртона Сенни; серйозні травми отримали Рубенс Барікелло, механіки та глядачі. Після рестарту перегонів переможцем став Міхаель Шумахер, який на прес-конференції після гонки сказав, що не відчуває задоволення від перемоги та не вважає себе щасливцем. Нікола Ларіні посів друге місце на подіумі та заробив перші очки у своїй кар'єрі; Міка Хаккінен фінішував третім. Згодом телекоментатор Бі-Бі-Сі Мюррей Вокер оцінив день перегонів словами: «За моєї пам'яті це найчорніший день для автогонок Гран-прі».
Нещасний випадок призвів як до посилення заходів безпеки в автоспорті, так і до реформи Асоціації гонщиків Формули-1 (GPDA). Правила «Формули-1» після гонки націлено на зменшення швидкості болідів, а на нових трасах, як от Сахір, — зони безпеки розширено, щоб уповільнити боліди, перш ніж вони вріжуться в стіну.
Згодом італійськими прокурорами було порушено судову справу проти шести осіб за обвинуваченням у смерті Сенни: усіх обвинувачуваних було виправдано, хоча апеляція і касація тривали 11 років.

## Звіт

### Кваліфікація

#### П'ятнична кваліфікація
У п'ятницю 29 квітня 1994 року під час першої кваліфікаційної сесії для визначення порядку старту гонки, Рубенс Барікелло, пілот команди «Джордан», зачепив край узбіччя повороту «Варіанте Басса» (італ. Variante Bassa) і на швидкості 225 км/год злетів у повітря. Його «Джордан» пробив вершину бар'єру з шин, перекинувся кілька разів після приземлення та зупинився догори колесами. Бригади лікарів негайно прибули на місце аварії, — і водія було відправлено до лікарні. Попри те, що Рубенс знепритомнів і внаслідок аварії зламав ніс та пошкодив ребра, наступного дня він був присутній на трасі, хоч і змушений був пропустити гонку. Десять років по тому Деймон Гілл, який тоді кермував болідом команди «Вільямс-Рено», описав свої емоції після аварії наступним чином: «Ми всі намагалися проігнорувати нещасний випадок і продовжили кваліфікацію впевнені у тому, що наші автомобілі були важкі, як танки, і ми могли відбутися лише переляком, але залишитись неушкодженими».

#### Суботня кваліфікація

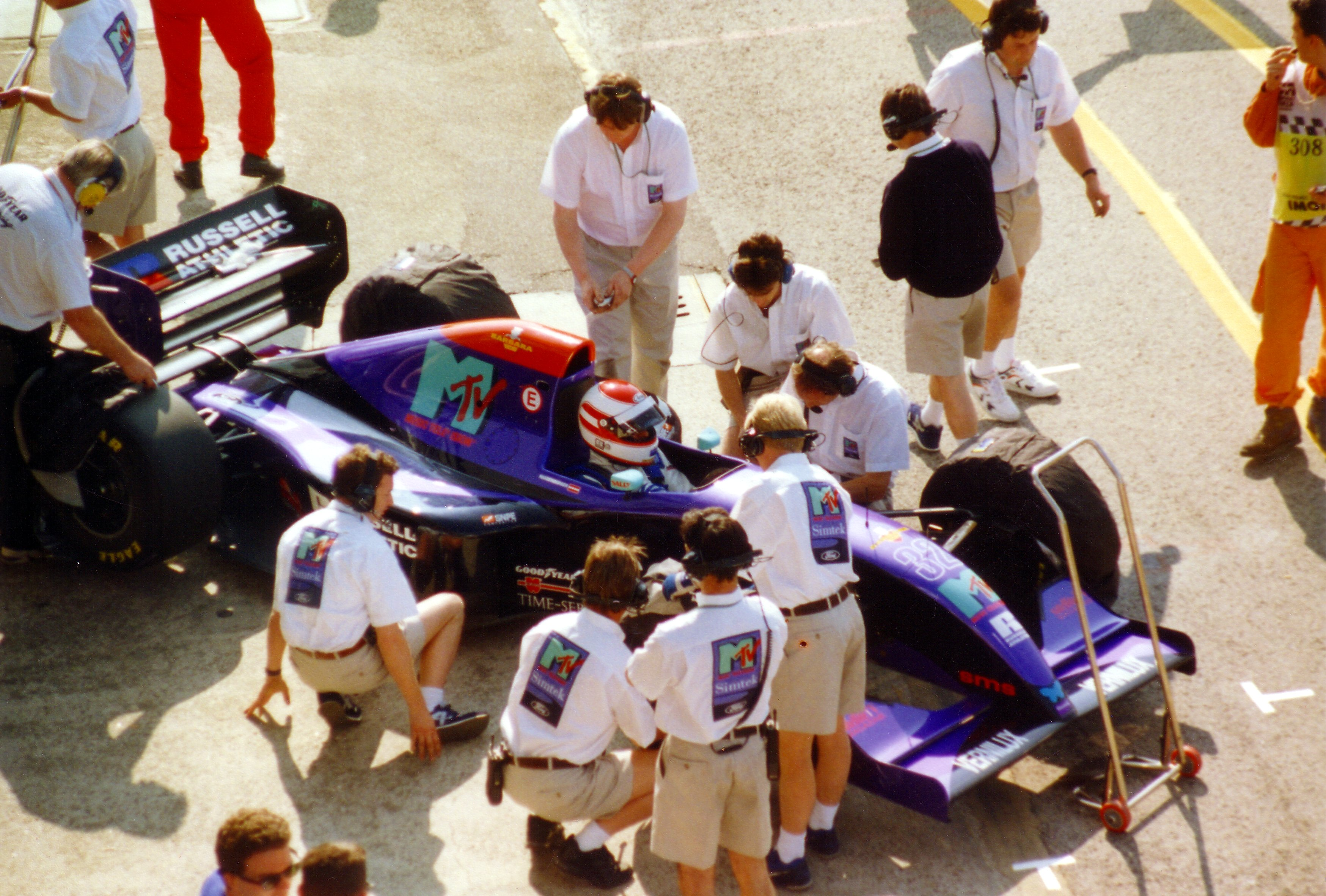
Роланд Ратценбергер був смертельно травмований у кваліфікації після аварії, яка була спричинена пошкодженням переднього антикрила.

На останній двадцятихвилинній кваліфікаційній сесії Роланду Ратценбергеру на своєму «Сімтеку» не вдалося подолати швидкісну зв'язку «Вільнев» (італ. Villeneuve). Машина втратила притискну силу, зірвалася з траси і на швидкості врізалася у бетонну стіну: удар був по дотичній, і машина, неодноразово перекинувшись, пролетіла ще близько ста метрів, внаслідок чого Ратценбергер зазнав важкої травми голови, а годиною по тому він помер, не приходячи до тями. У своєму першому сезоні пілота «Формули-1» Ратценбергер на попередньому кваліфікаційному колі, під час проходження шикани «Акве Мінералі» (італ. Acque Minerali), припустився помилки і змушений був проїхати по гравію, де пошкодив переднє антикрило машини. Замість того, щоб повернутися на піт-лейн, він поїхав на ще одне швидке коло і, на швидкості 306 км/год, з його боліда зірвало переднє антикрило, внаслідок чого автомобіль втратив притискну силу та став некерованим.
Кваліфікаційну сесію зупинили, поки лікарі надавали першу допомогу Ратценбергеру. Приблизно за 25 хвилин по тому сесію було відновлено, однак кілька команд, включно з «Вільямс» і «Бенеттон», не брали подальшої участі у кваліфікації. Згодом у лікарні повідомили, що Ратценбергер через численні травми помер: його смерть стала першим нещасним випадком у гоночному вік-енді «Формули-1» після Гран-прі Канади 1982 року, коли загинув Рікардо Палетті. Професор Сід Воткінс, згодом голова медичної бригади «Формули-1» на автодромі Енцо і Діно Феррарі, згадував у своїх мемуарах, що Айртон Сенна, почувши новину про смерть Ратценбергера, не втримався і заплакав йому на плече. Воткінс намагався вмовити Сенну не брати участі в перегонах, що мали відбутися наступного дня, такими словами: «Що тобі ще треба зробити? Ти тричі ставав чемпіоном світу і ти, вочевидь, найшвидший водій. Кинь все це — і поїхали рибалити». Проте Айртон наполягав на своєму, кажучи: «Сіде, є деякі речі, над якими ми не маємо влади. Я не можу все покинути, я мушу йти далі».
Сенна кваліфікувався на поул-позицію, випередивши лідера чемпіонату Міхаеля Шумахера. Герхард Бергер був кваліфікований третім, а Деймон Гілл, напарник Сенни по команді, стартував із четвертої позиції. Час, який показав Ратценбергер, до його аварії зі смертельним наслідком, був би достатнім для старту в гонці з останньої, 26-ї позиції на стартовій решітці.

### Перегони

#### Перший старт
Детальніше: Загибель Айртона Сенни

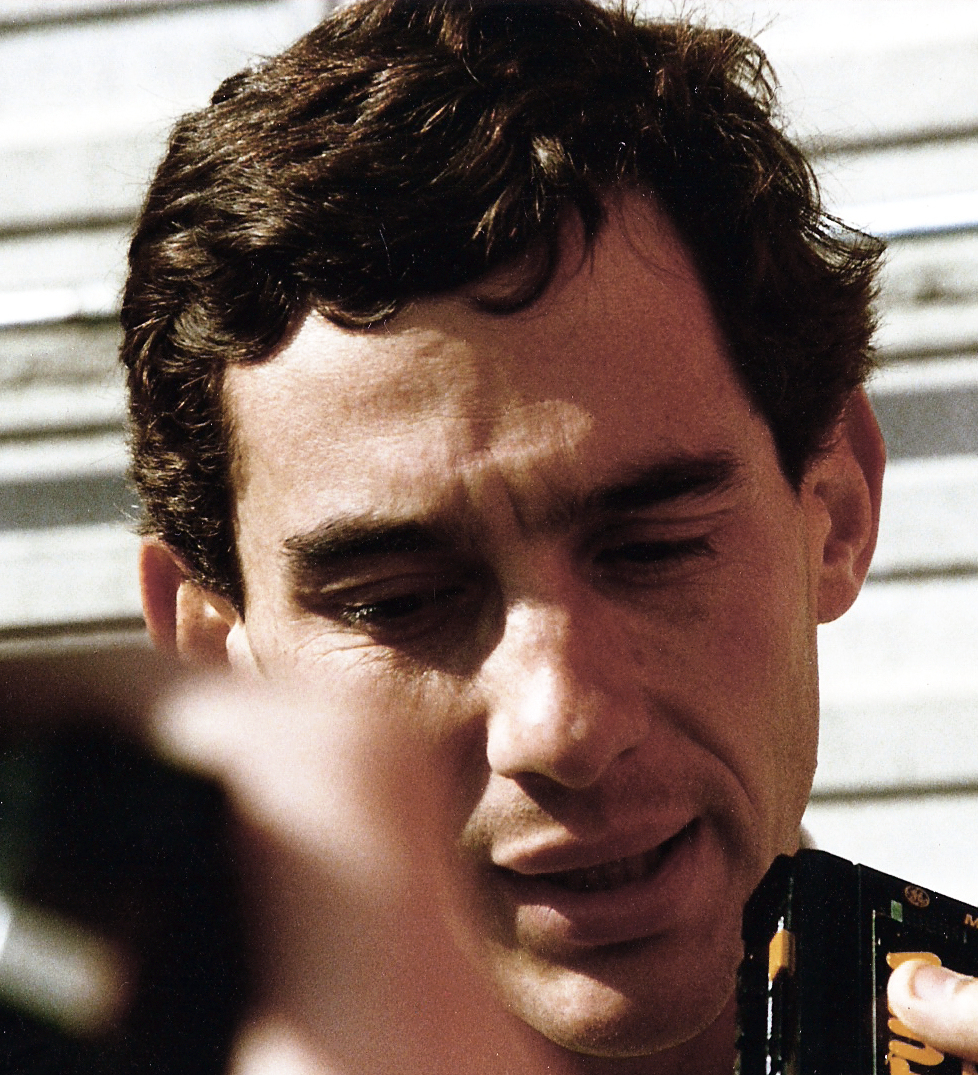
Смерть триразового чемпіона світу — Айртона Сенни — під час гонки назавжди змінила спорт.

На старті гонки заглух «Бенеттон» Юркі Ярвілехто. Більшість гонщиків зуміли уникнути зіткнення з фіном, проте Педро Ламі занадто пізно побачив Ярвілехто, що залишився стояти на стартовій решітці, і врізався у нього. Внаслідок аварії дев'ятеро осіб отримали незначні травми від уламків болідів, що перелетіли через огорожу, призначену для захисту глядачів на стартовій прямій. Інцидент призвів до виїзду на трасу автомобіля безпеки, щоб швидкість руху болідів знизилась і можна було прибрати уламки. Протягом цього періоду, внаслідок руху на повільній швидкості, знизилася температура шин болідів. Перед гонкою на короткій прес-конференції гонщиків Сенна, разом із Герхардом Бергером, висловили стурбованість тим, що автомобіль безпеки (введений до офіційних правил «Формули-1» тільки 1993 року) їде не досить швидко, аби можна було зберігати високу температуру шин болідів. Як тільки з треку було прибрано уламки, автомобіль безпеки повернувся у бокси і гонка відновилася стартом з ходу. На другому колі після рестарту болід команди «Вільямс» під управлінням Айртона Сенни, який був на той момент серед лідерів у гонці, проходячи поворот «Тамбурелло» (італ. Tamburello) зірвався з траси і на великій швидкості врізався у бетонну стіну. Згідно з показниками телеметрії у момент зриву швидкість боліду становила близько 306 км/год, після цього Сенна встиг загальмувати і уповільнити болід, але на момент удару об стіну швидкість становила 211 км/год.

Поворот «Тамбурелло» — місце аварії Сенни.

«Вільямс» Сенни врізається у стіну на повороті «Тамбурелло».

О 14:17 за місцевим часом (UTC+1) на автодромі Енцо і Діно Феррарі було піднято червоний прапор, що означало зупинку гонки. На місце пригоди прибув Сід Воткінс для надання першої допомоги Сенні. Після зупинки перегонів червоним прапором автомобілі повинні сповільнити хід і повернутися назад до піт-лейн або стартової решітки для отримання подальших вказівок. Це захищає маршалів і медичний персонал на місці аварії та дозволяє здійснити легший доступ до місця пригоди для машин швидкої допомоги. Приблизно через 10 хвилин після аварії Сенни команда «Лярусс» помилково надала дозвіл одному зі своїх гонщиків залишити піт і виїхати на закриту трасу. Не знаючи про ситуацію на трасі, Ерік Кома проїхав повз місце аварії на майже повній швидкості. Коментатор телеканалу «Євроспорт» Джон Вотсон прокоментував цей інцидент як «найбезглуздіший випадок, що йому коли-небудь доводилось бачити у своєму житті». Еріку Комі вдалося уникнути зіткнення з персоналом та автомобілями, які були на трасі. Потерпілого Сенну витягли з боліду і на гелікоптері доправили до лікарні Маджоре в розташовану поряд Болонью. Під час польоту до лікарні лікарі продовжували надавати гонщику швидку медичну допомогу. Через тридцять сім хвилин після аварії, о 14:55 за місцевим часом, гонку було відновлено.

#### Другий старт
Результати повторно проведеної гонки встановлювалися за загальними результатами перерваної першої та другої гонок. Із моменту повторного старту Герхард Бергер лідирував на трасі, але Шумахер усе ще лідирував у перегонах у цілому завдяки часу, на який він випереджав Бергера перед тим як перегони було зупинено. Шумахер вийшов у лідери гонки на 12 колі і на 4 колах пізніше, коли Бергер залишив перегони через проблеми з керуванням боліду. Коли Шумахер вирішив здійснити піт-стоп, на деякий час лідерство в гонці захопив пілот команди «Феррарі» Нікола Ларіні (італієць заміняв Жана Алезі, який на тестах отримав травму шиї), але порядок відновився, коли Ларіні сам був вимушений заїхати на піт-стоп.
За десять кіл до фінішу, виїжджаючи з піт-лейн, «Мінарді» Мікеле Альборета втратила заднє колесо, яке влучило в механіків «Феррарі» і «Лотус». У підсумку по два механіки з кожної команди були доставлені до лікарні.
Переможцем гонки став Міхаель Шумахер, який здобув 10 очок і утримав перше місце в особистому заліку пілотів — після перших трьох гонок сезону 1994 року він набрав максимально можливу кількістю очок — 30. Друге місце посів Нікола Ларіні, здобувши перший (і єдиний) подіум у своїй кар'єрі. Третім перетнув фінішну пряму Міка Хаккінен. Подіум тієї гонки був без шампанського. Це була данина пам'яті Роланду Ратценбергеру і Айртону Сенні.

### Після Гран-прі
Через дві години і двадцять хвилин після того як Шумахер перетнув фінішну лінію, о 18:40 за місцевим часом, доктор Марія Тереза Фіандрі повідомила про смерть Айртона Сенни. Офіційним часом смерті було названо 14:17 за місцевим часом, тобто, Сенна помер на місці аварії. За основною версією причиною смерті став один з елементів підвіски, що пробив шолом і викликав сильну втрату крові і частини мозкової субстанції.
Конфігурація траси Імола 1994 року, на якій відбувалися гран-прі починаючи з 1981 року, більше не використовувалась в етапах чемпіонату Світу з автогонок у класі «Формула-1». У відповідь на низку трагічних подій трасу було значно змінено для забезпечення безпеки в наступних гонках. Перш за все, зміни стосувалися місця багатьох значних аварій — повороту «Тамбурелло» (у цьому повороті також зазнали аварій Герхард Бергер 1989 року і Нельсон Піке — 1987 року), який було перероблено зі швидкісного повороту на набагато повільнішу шикану. Гонка призвела до зміни правил ФІА, щодо конструкції болідів «Формули-1». Нові правила 1995 року вимагали, аби всі команди створили абсолютно нові конструкції болідів, оскільки автомобілі 1994 року їм не відповідали. Стурбованість, висловлена Сенною і Бергером на короткій прес-конференції перед гонкою, призвела до реформи Асоціації гонщиків Формули-1 на наступній гонці сезону — Гран-прі Монако 1994 року. Основна мета реформи полягала в наданні пілотам можливості для обговорення питань безпеки з метою підвищення її стандартів після інцидентів, що сталися на трасі в Імолі. На наступному тогорічному Гран-прі Монако перші два стартових місця на стартовому полі було розфарбовано у бразильський та австрійський прапори на спомин про двох загиблих пілотів. Також перед стартом гонки була хвилина мовчання.

Схема відмінностей автодрому у 1994 і 2006 роках.

Смерть Сенни стала трагедією для багатьох уболівальників у всьому світі і особливо — в Бразилії. Бразильський уряд оголосив триденний національний траур. У день похорону Сенни в Сан-Паулу траурну процесію супроводжували близько півмільйона осіб. Триразового чемпіона світу поховали на кладовищі Морумбі поблизу Сан-Паулу. Одним із тих, хто ніс його труну, був давній суперник Сенни Ален Прост. Більшість спільноти «Формули-1» була присутня на похороні Сенни, проте президент ФІА Макс Мослі взяв участь у похоронній процесії Ратценбергера, яка відбулася 7 травня 1994 року в Зальцбурзі, Австрія. Через десять років на прес-конференції Мослі сказав: «Я пішов на похорон Ратценбергера, тому що всі пішли на похорон Сенни. Я вважав, що це було важливо, аби хтось прийшов до нього».
У жовтні 1996 року ФІА, разом із «Маклареном» і «Мерседес-Бенцом», взялася за дослідження системи для зниження навантаження і пошкоджень шиї під час аварій та сильних перевантажень. «Мерседес» налагодив зв'язки з розробниками спеціального технічного пристрою «HANS» (англ. Head and Neck Support) з метою його адаптації для «Формули-1». Уперше систему «HANS» було випущено 1991 року і розроблено для утримання голови і шиї пілота у випадку аварії, щоб уникнути перелому основи черепа (травма, внаслідок якої загинув Ратценбергер). Початкові випробування виявилися успішними і в остаточному звіті на Гран-прі Сан-Марино 2000 року було ухвалено рішення про те, що систему «HANS» рекомендовано для використання. Дана система стала обов'язковою з початку сезону 2001 року.
Айртон Сенна став останнім пілотом, що загинув за кермом боліда «Формули-1». Однак з того часу, внаслідок аварій на трасі, загинуло також три маршали: Паоло Гіслімберті на Гран-прі Італії 2000 року, Грем Беверидж на Гран-прі Австралії 2001 року та Марк Робінсон на Гран-прі Канади 2013 року.

## Судовий процес
Згодом італійські прокурори порушили судову справу проти шести осіб за фактом причетності до загибелі Сенни. За звинуваченням у ненавмисному вбивстві перед судом постали: власник команди «Вільямс» Френк Вільямс, технічний директор команди Патрік Гед, головний конструктор боліда Едріан Ньюї, а також директор автодрому Енцо і Діно Феррарі Федеріко Бендінеллі, співвласник траси Джорджіо Поджі і представник ФІА — директор гонок Ролан Брюїнсеред. Вирок суду було оголошено 16 грудня 1997 року, з усіх шістьох звинувачення у вбивстві було знято. Слідство дійшло офіційного висновку, що причиною аварії Сенни стала поломка рульового керування. Перед початком сезону і після перших двох гонок Айртон Сенна скаржився не лише на погану керованість «Вільямса» без електронних помічників, але й на те, що в кокпіті його ногам не вистачало місця, зокрема йому заважав механізм рульового керування. У «Вільямсі» досить швидко знайшли просте вирішення цієї проблеми. Було вирішено зменшити діаметр центральної частини рульового механізму, що проходила по кокпіту, з нормальних 22 міліметрів до 18 міліметрів. У результаті саме на місці кріплення цієї вузької частини рульова колонка і зламалася.
Державним прокурором було подано апеляцію на рішення суду проти Патріка Геда і Едріана Ньюї. 22 листопада 1999 року згідно зі статтею 530 кримінального кодексу Італії, підсудних Геда і Ньюї було виправдано через відсутність доказів скоєння злочину. У січні 2003 року результат апеляції було анульовано і наказано провести повторний перегляд судової справи, оскільки Касаційний суд Італії вважав, що статтю 530 було неправильно витлумачено. 27 травня 2005 року Ньюї було виправдано за всіма пунктами звинувачення, а справу Геда перервано відповідно до закону про позовну давність. 13 квітня 2007 року Апеляційний суд Італії констатував вердикт у справі з нумерацією 15050 таким чином: «Було встановлено, що аварія стала причиною несправності рульової колонки. Ця поломка була викликана, внаслідок погано розробленої і виконаної модифікації боліду. Відповідальність за це лягає на Патріка Геда, винного в потуранні контролю». Навіть будучи визнаним винним в аварії Сенни, Патрік Гед не був арештований, оскільки в Італії термін позовної давності за ненавмисне вбивство становить 7 років і 6 місяців, а остаточний вердикт було винесено через 13 років після аварії.

## Класифікація

### Кваліфікація
| Поз      | №  | Пілот                  | Конструктор       | Частина 1 | Частина 2  | Розрив     |
| -------- | -- | ---------------------- | ----------------- | --------- | ---------- | ---------- |
| 1        | 2  | Айртон Сенна           | Williams-Renault  | 1:21.548  | немає часу | —          |
| 2        | 5  | Міхаель Шумахер        | Benetton-Ford     | 1:22.015  | 1:21.885   | +0.337     |
| 3        | 28 | Герхард Бергер         | Ferrari           | 1:22.113  | 1:22.226   | +0.565     |
| 4        | 0  | Деймон Гілл            | Williams-Renault  | 1:23.199  | 1:22.168   | +0.620     |
| 5        | 6  | Юркі Ярвілехто         | Benetton-Ford     | 1:22.717  | 1:24.029   | +1.169     |
| 6        | 27 | Нікола Ларіні          | Ferrari           | 1:22.841  | 1:23.006   | +1.293     |
| 7        | 30 | Гайнц-Гаральд Френтцен | Sauber-Mercedes   | 1:23.119  | немає часу | +1.571     |
| 8        | 7  | Міка Хаккінен          | McLaren-Peugeot   | 1:23.611  | 1:23.140   | +1.592     |
| 9        | 3  | Укіо Катаяма           | Tyrrell-Yamaha    | 1:24.000  | 1:23.322   | +1.774     |
| 10       | 29 | Карл Вендлінгер        | Sauber-Mercedes   | 1:23.788  | 1:23.347   | +1.799     |
| 11       | 10 | Джанні Морбіделлі      | Footwork-Ford     | 1:23.663  | 1:24.682   | +2.115     |
| 12       | 4  | Марк Бланделл          | Tyrrell-Yamaha    | 1:23.703  | 1:23.831   | +2.155     |
| 13       | 8  | Мартін Брандл          | McLaren-Peugeot   | 1:24.443  | 1:23.858   | +2.310     |
| 14       | 23 | П'єрлуїджи Мартіні     | Minardi-Ford      | 1:24.078  | 1:24.423   | +2.530     |
| 15       | 24 | Мікеле Альборето       | Minardi-Ford      | 1:24.276  | 1:24.780   | +2.728     |
| 16       | 9  | Крістіан Фіттіпальді   | Footwork-Ford     | 1:24.655  | 1:24.472   | +2.924     |
| 17       | 25 | Ерік Бернар            | Ligier-Renault    | 1:24.678  | 1:40.411   | +3.130     |
| 18       | 20 | Ерік Кома              | Larrousse-Ford    | 1:26.295  | 1:24.852   | +3.304     |
| 19       | 26 | Олів'є Паніс           | Ligier-Renault    | 1:24.996  | 1:25.160   | +3.448     |
| 20       | 12 | Джонні Герберт         | Lotus-Mugen-Honda | 1:25.114  | 1:25.141   | +3.566     |
| 21       | 15 | Андреа де Чезаріс      | Jordan-Hart       | 1:25.234  | 1:25.872   | +3.686     |
| 22       | 11 | Педро Ламі             | Lotus-Mugen-Honda | 1:26.453  | 1:25.295   | +3.747     |
| 23       | 19 | Олів'є Беретта         | Larrousse-Ford    | 1:27.179  | 1:25.991   | +4.443     |
| 24       | 31 | Девід Бребем           | Simtek-Ford       | 1:27.607  | 1:26.817   | +5.269     |
| 25       | 34 | Бертран Гашо           | Pacific-Ilmor     | 1:27.732  | 1:27.143   | +5.595     |
| 26       | 32 | Роланд Ратценбергер    | Simtek-Ford       | 1:27.657  | 1:27.584   | +6.036     |
| 27       | 33 | Поль Бельмондо         | Pacific-Ilmor     | 1:28.361  | 1:27.881   | +6.333     |
| 28       | 14 | Рубенс Барікелло       | Jordan-Hart       | 14:57.323 | немає часу | +13:35.775 |
| Джерело: |    |                        |                   |           |            |            |

### Перегони
| Поз  | №  | Пілот                  | Конструктор       | Кола | Час/Схід               | Старт | Очки |
| ---- | -- | ---------------------- | ----------------- | ---- | ---------------------- | ----- | ---- |
| 1    | 5  | Міхаель Шумахер        | Benetton-Ford     | 58   | 1:28:28.642            | 2     | 10   |
| 2    | 27 | Нікола Ларіні          | Ferrari           | 58   | +54.942                | 6     | 6    |
| 3    | 7  | Міка Хаккінен          | McLaren-Peugeot   | 58   | +70.679                | 8     | 4    |
| 4    | 29 | Карл Вендлінгер        | Sauber-Mercedes   | 58   | +73.658                | 10    | 3    |
| 5    | 3  | Укіо Катаяма           | Tyrrell-Yamaha    | 57   | +1 коло                | 9     | 2    |
| 6    | 0  | Деймон Гілл            | Williams-Renault  | 57   | +1 коло                | 4     | 1    |
| 7    | 30 | Гайнц-Гаральд Френтцен | Sauber-Mercedes   | 57   | +1 коло                | 7     |      |
| 8    | 8  | Мартін Брандл          | McLaren-Peugeot   | 57   | +1 коло                | 13    |      |
| 9    | 4  | Марк Бланделл          | Tyrrell-Yamaha    | 56   | +2 кола                | 12    |      |
| 10   | 12 | Джонні Герберт         | Lotus-Mugen-Honda | 56   | +2 кола                | 20    |      |
| 11   | 26 | Олів'є Паніс           | Ligier-Renault    | 56   | +2 кола                | 19    |      |
| 12   | 25 | Ерік Бернар            | Ligier-Renault    | 55   | +3 кола                | 17    |      |
| 13   | 9  | Крістіан Фіттіпальді   | Footwork-Ford     | 54   | Виліт                  | 16    |      |
| Схід | 15 | Андреа де Чезаріс      | Jordan-Hart       | 49   | Виліт                  | 21    |      |
| Схід | 24 | Мікеле Альборето       | Minardi-Ford      | 44   | Колесо                 | 15    |      |
| Схід | 10 | Джанні Морбіделлі      | Footwork-Ford     | 40   | Двигун                 | 11    |      |
| Схід | 23 | П'єрлуїджи Мартіні     | Minardi-Ford      | 37   | Виліт                  | 14    |      |
| Схід | 31 | Девід Бребем           | Simtek-Ford       | 27   | Виліт                  | 24    |      |
| Схід | 34 | Бертран Гашо           | Pacific-Ilmor     | 23   | Двигун                 | 25    |      |
| Схід | 19 | Олів'є Беретта         | Larrousse-Ford    | 17   | Двигун                 | 23    |      |
| Схід | 28 | Герхард Бергер         | Ferrari           | 16   | Підвіска               | 3     |      |
| Схід | 2  | Айртон Сенна           | Williams-Renault  | 5    | Фатальна аварія        | 1     |      |
| Схід | 20 | Ерік Кома              | Larrousse-Ford    | 5    | Зійшов через неполадки | 18    |      |
| Схід | 6  | Юркі Ярвілехто         | Benetton-Ford     | 0    | Зіткнення              | 5     |      |
| Схід | 11 | Педро Ламі             | Lotus-Mugen-Honda | 0    | Зіткнення              | 22    |      |
| НC   | 32 | Роланд Ратценбергер    | Simtek-Ford       |      | Фатальна аварія        |       |      |
| НКВ  | 33 | Поль Бельмондо         | Pacific-Ilmor     |      |                        | -     |      |
| НКВ  | 14 | Рубенс Барікелло       | Jordan-Hart       |      | Пошкодження            | -     |      |

## Положення в чемпіонаті після Гран-прі
| Поз | Пілот            | Очки |
| --- | ---------------- | ---- |
| 1   | Міхаель Шумахер  | 30   |
| 2   | Деймон Гілл      | 7    |
| 3   | Рубенс Барікелло | 7    |
| 4   | Герхард Бергер   | 6    |
| 5   | Нікола Ларіні    | 6    |

| Поз | Конструктор      | Очки |
| --- | ---------------- | ---- |
| 1   | Benetton-Ford    | 30   |
| 2   | Ferrari          | 16   |
| 3   | Williams-Renault | 7    |
| 4   | Jordan-Hart      | 7    |
| 5   | McLaren-Peugeot  | 4    |

- Примітка: Тільки 5 позицій включені в обидві таблиці.